# Білоруський державний архів-музей літератури і мистецтва
Білоруський державний архів-музей літератури і мистецтва (БДАМЛМ; біл. Беларускі дзяржаўны архіў-музей літаратуры і мастацтва) — білоруський архів, який зберігає документи з історії літератури, образотворчого мистецтва, театру та музики Білорусі з початку XIX століття до теперішнього часу. Заснований 1960 року у Мінську.

## Історична довідка
Архів було створено 9 червня 1960 року під назвою Центральний державний архів літератури і мистецтва БРСР (біл. Цэнтральны дзяржаўны архіў літаратуры і мастацтва БССР (ЦДАЛіМ БССР)). Першим директором архіву стала Клара Степанівна Жорова, призначена на посаду 27 вересня 1960 року.
У березні 1976 року архів зазнав реорганізації, у результаті став відомий як Центральний державний архів-музей літератури і мистецтва БРСР (біл. Цэнтральны дзяржаўны архіў-музей літаратуры і мастацтва БССР (ЦДАМЛіМ БССР)).
Після здобуття Білоруссю незалежності структура архівної галузі зазнала змін. 21 травня 1993 року ЦДАМЛМ було перейменовано на Білоруський державний архів-музей літератури і мистецтва (біл. Беларускі дзяржаўны архіў-музей літаратуры і мастацтва (БДАМЛіМ)).
За даними на 2022 рік у Білоруському державному архіві-музеї літератури і мистецтва зберігається 518 фондів за період з початку XIX століття до теперішнього часу. Більшість архіву складають особисті фонди письменників, композиторів, акторів, режисерів, художників та інших знаменитих діячів Білорусії. БДАМЛМ є однією з провідних республіканських держустанов в архівній системі країни. Архів є важливим джерелом з історії культури Білорусії.
З травня 2003 року повне найменування архіву — Установа «Білоруський державний архів-музей літератури і мистецтва».

### Директори архіву
- 1960—1982: К. С. Жорова
- 1982—1993: А. І. Сурмач[10]
- з 1993: Г. В. Запартико

## Структура
- Керівництво
- Відділи[11]
  - Відділ архівів організацій та формування Національного архівного фонду
  - Відділ наукового опису документів особистого походження
  - Відділ обліку та забезпечення збереження документів
  - Відділ інформаційно-пошукових систем та автоматизованих архівних технологій
  - Відділ інформації, публікації та використання документів
- Бухгалтерія
- Центр комплектування та вивчення документальної спадщини білоруського зарубіжжя

## Фонди
Кількість фондів на січень 2022 року: 518 фондів, 123 184 одиниць зберігання, 653 музейний предмет.
В архіві зберігаються копії документів XIII-XIX ст.

## Документи
- Хронологія: з 1812 року до теперішнього часу.
- Географія: територія Віленської, Вітебської, Гродненської, Мінської, Могильовської губерній Російській імперії; Західної Білорусі у складі Мієвоєнної Польщі, Білоруської Радянської Соціалістичної Республіки, Республіки Білорусь, а також інших країн.